# Політична психологія
Політи́чна психоло́гія — сукупність відчуттів, емоцій, переживань, настроїв, пов'язаних з політичними явищами; у структурному вимірі, як ми зазначали, входить до сфери політичної свідомості. Це сукупність духовних утворень, яка сприяє виробленню у людини безпосередніх мотивів і установок політичної поведінки.
Політична психологія — міждисциплінарна наукова галузь, що виникла на межі політології та соціальної психології. Її головне завдання полягає в аналізі психологічних механізмів політики та виробленні практичних рекомендацій з оптимального здійснення політичної діяльності на всіх її рівнях.
Політична психологія — наука, що вивчає психологічні компоненти і феномени (ціннісні орієнтації і певні судження, які пов'язані із політикою, погляди, настрої, почуття, волю, особливі риси характеру, потреби, мотиви, традиції та ін.), що формуються у людей в результаті соціально-політичних відносин і реалізуються в політичних діях індивідів, соціальних груп, класів, народів і націй. До сфери дослідження політичної психології входить те, як психологічні чинники допомагають визначити політичну поведінку.
Предмет політичної психології в цілому — це політика, як особлива людська діяльність, яка має власну структуру, суб'єкта та рушійні сили.
Якщо ідеологія є продуктом спеціалізованої свідомості, теоретичною діяльністю групи, то психологія формується у процесі безпосередньої активності громадян на основі їх практичної взаємодії між собою і з інститутами влади.
Із змістової точки зору у політичній психології можна виділити стійку частину (здоровий глузд, психологічний склад етносу, звичаї тощо) і частину більш рухливу, динамічну, найбільш чутливу до перебігу часу (переживання, емоції, почуття).

## Етапи формування
Передісторія політико-психологічних ідей, спостережень, знань, досліджень має давні витоки, що сягають часів античності. Але тільки у другий половині 19 століття почали з'являтися концепції, які можна було б назвати психологічними предтечами сучасної політичної психології. Науковці та дослідники з різних соціально-гуманітарних дисциплін почали відзначати, що суттєвим суб'єктом політичних відносин, поряд із політичними особами - представниками політичних єліт, політичними лідерами тощо, стають великі групи людей — народні маси.
Одним з найперших приділив увагу цієй темі Г. Лебон, що написав «Психологію народів і мас», «Психологію натовпу» і «Психологію соціалізму». Саме в цей період з'явились «Злочинний натовп» італійця С. Сігелє, «Соціальна логіка» француза Г. Тарда та низка інших праць.
Якщо у роботах дослідників кінця 19 — початку 20 століття переважно спостерігались негативні риси масової поведінки, то сучасні науковці приділяють більше уваги позитивним аспектам масових форм політичної участі.
Ще одним джерелом формування сучасної політичної психології стали ідеї психоаналізу закладені відомим науковцем Г. Д. Лассувелом (англ. Harold Dwight Lasswell, 1902–1978) у праці «Психопатологія і політика».
Формальною датою народження політичної психології вважається 1968 рік, коли при Американській асоціації політичних наук було засноване відділення політичної психології, а в деяких вишах США почали читати спеціальні курси політичної психології.
У 1979 році було організоване Товариство політичних психологів, що отримало статус міжнародної організації (ISPP). Товариство почало випуск власного журналу «Political Psychology». 
Хоча політична психологія отримала дійсно міжнародне визнання, більша частина дослідників працює в США та Канаді. Серед них можна визначити Б. Гледа, Ф. Грінстайна, А. Джорджа, Р. Крісті, Дж. Поста, Р. Сігела, М. Германн.
У Європі існують свої давні традиції аналізу політико-психологічних досліджень. Успішною в цій царині можна визнати діяльність А. Ашкеназі, Г. Ледерера, Х.-Г. Мозера, П. Шмідта (Німеччина); А. Дорна, С. Московічі, А. Першерона (Франція); М. Біллінга, А. Семюеля, Х. Гаета (Велика Британія) та ін..
Відлік сучасного етапу еволюції політичної психології, можливо, слід вести із часу видання у 1973 році колективної монографії під редакцією Джин Клутсон. В ній підбиті підсумки розвитку політичної психології і виокремлені найважливіші напрямки для подальших досліджень. Іншою помітною віхою було з'явлення в світ монографії під редакцією М. Германн у 1986 році.
Таким чином, система політичної психології складається як із раціональних так і ірраціональних, духовних елементів (логіка соціальної взаємодії + логіка інстинктів). За такого поєднання людина може орієнтуватися в політичному житті, використовуючи не лише придбані соціально-психологічні властивості, але й ірраціональні механізми, первинні плотські реакції (В. П. Пугачов, А. І. Соловйов).

## Об'єкт і предмет
Більшість науковців погоджуються із тим, що фокус вивчення і дослідження в дисципліні повинен бути зосереджений на взаємодії політичних й психологічних феноменів. Визначаючи об'єктне поле можна зазначити, що досліджувати у першу чергу слід політичну сферу суспільства через вплив на неї та взаємодію з нею психологічних компонентів. Також треба приділяти більше уваги політичному і соціальному контексту психологічних явищ, які піддаються аналізу, вивчати не тільки результат психологічних впливів на політику, але й спробувати зрозуміти процес формування тих чи інших політичних переконань.
Можна визначити об'єкт політичної психології і як рефлекторні й рефлексивні механізми формування політичних уявлень у масових, групових та індивідуальних суб'єктів влади, те, що зв'язують їх мислення і практичну активність у стабільних і нестабільних політичних процесах, міжнародних і внутрішньополітичних відносинах. Отже, об'єкт політичної психології — політична участь, політичне лідерство, політичні цінності та настанови; мотиви, що впливають на політичну поведінку, індивідуальну, групову та масову свідомість.
Якщо предмет політології може розглядатися у контексті відносин категорій «влада» і «вплив», політичної соціології — «влада» і «політична поведінка різних спільнот», то сутність політичної психології — «влада» і «психологія». Виходячи із такої передумови можна визначити, що предметом політичної психології є внутрішні, психологічні механізми політичної поведінки суб'єктів політики.
Д. Кнутсон вважає, що предметом політичної психології є психологічні компоненти політичної поведінки людини, соціальних груп і цілих народів, дослідження яких дозволяє застосувати психологічне знання до пояснення політики. За Дмитром Ольшанським предмет політичної психології в цілому — це політика як особлива діяльність людей, що володіє особистою структурою, суб'єктом та стимульними силами.

## Характерні особливості
формується в процесі політичної діяльності на основі взаємодії суб'єктів політики; віддзеркалення політичних подій і процесів має фрагментарний характер (буденний, поверховий);
орієнтація переважно на повсякденні, а не перспективні стратегічні інтереси людей;
формується під впливом дії різних ідеологій;
здатна швидко змінюватися відповідно до зміни політичних умов.

## Функції політичної психології
1. Пізнавальна (полягає в можливості чітко орієнтуватися в політичному житті та обирати способи своєї діяльності).
2. Адаптаційна (забезпечення пристосування суб'єкта політики (насамперед людини) до навколишнього середовищ). Виокремлюють 3 типи адаптації людини до навколишньої дійсності:
  - конформність (сприйняття встановлених порядків);
  - інноваційність (збереження активності і самостійності людини);
  - ритуалізм (символічна, некритична позиція людини).
3. Мотиваційна (перенесення політичних цілей і намірів зі сфери свідомості до сфери політичної діяльності, політичної поведінки).

## Загальні завдання
1. Розуміння психологічних компонентів в політиці, усвідомлення ролі «людського фактора» в політичних процесах і їх «суб'єктивного боку».
2. Передбачення подальшої ролі «людського фактора» та, в цілому, всіх психологічних аспектів політики.
3. Модифікація, зміни явища.
4. Вироблення практичних рекомендацій по оптимальному здійсненню політичної діяльності на всіх рівнях.